# Wilhelm Löffel
Wilhelm Löffel (* 25. Februar 1871 in Stuttgart; † 7. September 1935 in Weikersheim) war ein deutscher Schriftsteller und Kolumnist.

## Leben
Wilhelm Löffel alias „Knöpfle“ wurde 1871 im Stuttgarter Bohnenviertel geboren, dem damaligen Zentrum der Weingärtner. Wie auch für seinen Vater kam für ihn nur dieser Beruf in Frage. Doch er lohnte sich finanziell immer weniger, und so kaufte Löffel 1907 das Kurhotel Hohenwaldau in Degerloch. Dort bewirtete er seine Gäste und unterhielt sie auch mit seinem nicht versiegenden Humor. Noch lieber fühlte er sich als Dichter denn als Wirt geschätzt – als Mundartdichter vor allem.
Von 1908 bis 1914 schrieb er im Stuttgarter Neuen Tagblatt, seine Kolumnen unter dem Titel „Ansichten des Weingärtners Knöpfle vom Bohnenviertel“. Er publizierte sie zugleich im „New Yorker Schwäbischen Wochenblatt“ für die ausgewanderten Schwaben. Das machte ihn weithin bekannt. Mit Kriegsbeginn 1914 verstummte er jedoch als Schriftsteller. Sein Kurhotel musste er 1918 notgedrungen verkaufen. Er arbeitete dann als Angestellter bei den Städtischen Elektrizitätswerken. 1920 nahm er seine Kolumnen in den USA wieder auf – mit langen Unterbrechungen bis 1933. In Stuttgart gelang dies nicht mehr.
Wilhelm Löffel verstarb 1935 unerwartet in Weikersheim, der Heimatstadt seiner Frau.
In Würdigung seiner Verdienste wurde 1946 die Admiral-Scheer-Straße in Degerloch nach ihm in „Löffelstraße“ umbenannt.

## Werke
Wilhelm Löffels literarisches Werk ist vielseitig. Neben zahlreichen Gedichten verfasste er auch Bühnenstücke und biografische Erzählungen, meist in schwäbischer Mundart, aber auch in Hochdeutsch. Die Deutsche Nationalbibliothek besitzt etliche Werke, das Stuttgarter Stadtarchiv hat einen Teilnachlass, und im Deutschen Literaturarchiv Marbach befindet sich eine Mappe mit seinen Stuttgarter Kolumnen. Überdies gibt es im Stuttgarter Institut für Auslandsbeziehungen Filme mit „Knöpfles“ New Yorker Beiträgen. Die meisten Bücher befinden sich in der Landesbibliothek Stuttgart, einige Werke in der Rathausbibliothek Stuttgart, in der Universitätsbibliothek Tübingen, in der Stadtbibliothek Reutlingen und der Deutschen Bücherei Leipzig.
- Ein Abend am Wammestisch zum St. Leonhardt oder die verkrachte Verlobung, Posse in einem Aufzug, Selbstverlag, Stuttgart 1902.
- Witz und Humor, sowie Allerhand aus der Stadt und vom Land! Gedichte, Erzählungen, Humoresken und Theaterstücke, Mähler, Stuttgart 1906.
  - Wilde Rosen. Eine Sammlung ernster, heiterer und satyrischer Gedichte, Verlag Mähler, Stuttgart, 1906.
  - Stuttgarter Originale. Humoristische Gedichte (nebst e. Anhang: Der Stuttgarter Weingärtner im Jahre 1950), Mähler, Stuttgart 1906.
  - Vom Immenhofen, eine poetische Sammlung wahrer Begebenheiten, Mähler, Stuttgart 1906.
  - Der Manöverhauptmann. Eine humorvolle Erinnerung, Mähler, Stuttgart 1906.
  - Oine vom Stand, Komödie in einem Akt, Mähler, Stuttgart 1906, 2. und 3. Auflage 1913/1921.
  - Charles, Drama mit Gesang in 3 Akten, Mähler, Stuttgart 1906.
- Grob und Fein, schwäbischer Humor in Auswahl, Mähler, Stuttgart 1910.
- Schwoba-Humor für unsere Feldgrauen, zusammengestellt aus den schwäbischen Gedichten und Schriften, Mähler, Stuttgart 1915.
- Heiteres, Spitznamen und Anderes in schwäbischer Mundart, Mähler, Stuttgart 1916.
- Im Dorfwirtshaus zu Immenhofen, schwäbische Komödie. Neue Auflage, Mähler, Stuttgart 1924.
- Die Reichstagswahl. Humoristisch-dramatischer Scherz, Mähler, Stuttgart 1924, 2. Auflage.
- D'Verlobeng em Wengerthäusle oder D'r letschte Wengerter, schwäbische Komödie in einem Akt, Mähler, Stuttgart 1924, Neuauflage 1935.
- Kraut ond Rüaba, Gedichte, Humoresken und Anekdoten in schwäbischer und hochdeutscher Mundart, Verlag Karl Felger, Stuttgart, 1929.
- Schwoba-Humor. Neue schwäbische Witze, Anekdoten, Schnurren, Spitznamen und Heiteres in schwäbischer Mundart, Mähler, Stuttgart 1934.
- Schtuagerter Wengerter. Spitznamen aus der Stuttgarter Spießbürgerzeit, den Holöchern gewidmet, o. O., 1935.
- Uffrichtig ond Gradraus, ein lustiges Schwabenbuch mit Gedichten und Vorträgen in schwäbischer Mundart von Otto Keller, Karl Umgelter, Rud. Mayer, W. Löffel, W. Unseld, C. Weitzmann und anderen, Mähler, Stuttgart, o. J. (nach 1916).
- mit Eugenie Huß, Ludwig Palmer: Heitere, lustige Schwobakoscht. Allerlei lustige Geschichten, Erzählungen, Gedichte bekannter schwäbischer Verfasser, Mähler, Stuttgart 1937.